# Chanonac
Chanonac (en occità; oficialment Chanonat) és un municipi francès situat al departament del Puèi Domat i a la regió d'Alvèrnia-Roine-Alps. L'any 2007 tenia 1.602 habitants.

## Demografia

### Població
El 2007 la població de fet de Chanonat era de 1.602 persones. Hi havia 622 famílies de les quals 136 eren unipersonals (80 homes vivint sols i 56 dones vivint soles), 197 parelles sense fills, 257 parelles amb fills i 32 famílies monoparentals amb fills.
La població ha evolucionat segons el següent gràfic:
Habitants censats

### Habitatges
El 2007 hi havia 710 habitatges, 629 eren l'habitatge principal de la família, 17 eren segones residències i 63 estaven desocupats. 688 eren cases i 20 eren apartaments. Dels 629 habitatges principals, 516 estaven ocupats pels seus propietaris, 91 estaven llogats i ocupats pels llogaters i 22 estaven cedits a títol gratuït; 3 tenien una cambra, 20 en tenien dues, 81 en tenien tres, 154 en tenien quatre i 371 en tenien cinc o més. 478 habitatges disposaven pel capbaix d'una plaça de pàrquing. A 187 habitatges hi havia un automòbil i a 403 n'hi havia dos o més.

### Piràmide de població
La piràmide de població per edats i sexe el 2009 era:
| Homes | Edats   | Dones |
| ----- | ------- | ----- |
| 0     | 95 o +  | 0     |
| 0     | 90 a 94 | 8     |
| 0     | 85 a 89 | 4     |
| 8     | 80 a 84 | 8     |
| 24    | 75 a 79 | 24    |
| 24    | 70 a 74 | 8     |
| 12    | 65 a 69 | 24    |
| 8     | 60 a 64 | 20    |
| 60    | 55 a 59 | 32    |
| 88    | 50 a 54 | 84    |
| 56    | 45 a 49 | 52    |
| 100   | 40 a 44 | 56    |
| 48    | 35 a 39 | 52    |
| 44    | 30 a 34 | 64    |
| 32    | 25 a 29 | 40    |
| 28    | 20 a 24 | 20    |
| 72    | 15 a 19 | 48    |
| 60    | 10 a 14 | 44    |
| 64    | 5 a 9   | 32    |
| 56    | 0 a 4   | 32    |

## Economia
El 2007 la població en edat de treballar era de 1.138 persones, 876 eren actives i 262 eren inactives. De les 876 persones actives 839 estaven ocupades (434 homes i 405 dones) i 37 estaven aturades (24 homes i 13 dones). De les 262 persones inactives 98 estaven jubilades, 102 estaven estudiant i 62 estaven classificades com a «altres inactius».

### Ingressos
El 2009 a Chanonat hi havia 652 unitats fiscals que integraven 1.654 persones, la mediana anual d'ingressos fiscals per persona era de 23.681 €.

### Activitats econòmiques
Dels 38 establiments que hi havia el 2007, 1 era d'una empresa alimentària, 1 d'una empresa de fabricació d'altres productes industrials, 12 d'empreses de construcció, 7 d'empreses de comerç i reparació d'automòbils, 2 d'empreses de transport, 1 d'una empresa d'hostatgeria i restauració, 1 d'una empresa financera, 1 d'una empresa immobiliària, 7 d'empreses de serveis, 2 d'entitats de l'administració pública i 3 d'empreses classificades com a «altres activitats de serveis».
Dels 14 establiments de servei als particulars que hi havia el 2009, 3 eren paletes, 2 guixaires pintors, 2 fusteries, 3 lampisteries, 1 electricista, 2 perruqueries i 1 agència immobiliària.
L'únic establiment comercial que hi havia el 2009 era una fleca.
L'any 2000 a Chanonat hi havia 22 explotacions agrícoles que ocupaven un total de 110 hectàrees.

## Equipaments sanitaris i escolars
El 2009 hi havia 1 escola maternal i 1 escola elemental.

## Poblacions més properes
El següent diagrama mostra les poblacions més properes.